# 心にのこる夜の唄
『心にのこる夜の唄』（こころにのこるよるのうた）は、テレサ・テンの日本での2枚目のカバー・アルバムである。1978年11月21日にポリドール・レコードからLP盤（レコード品番：MR 3151）形式でリリースされた。全14曲収録。
ディスクジャケット帯のキャッチコピーは「テレサ演歌の真髄 今ここに……」。

## 概要
本作は「酒場にて」・「中の島ブルース」・「熱海の夜」・「ララバイ東京」など日本の名曲をカバーしたコンピレーション・アルバム。利岡和孝がプロデューサー、松崎澄夫がディレクター、近藤信治がジャケット撮影を務めている。
2006年4月12日にユニバーサル ミュージックより初CD化（規格品番：UPCY-6133）された。

## 批評
『CDジャーナル』は、「「中の島ブルース」「熱海の夜」「ララバイ東京」など、タイトルどおり“夜”を強くイメージさせる名曲の数々をたっぷりと収録している。」と評した。

## 収録曲
| #         | タイトル           | 作詞              | 作曲             | 編曲       | 時間  |
| --------- | ------------------ | ----------------- | ---------------- | ---------- | ----- |
| A1.       | 「酒場にて」       | 山上路夫          | 鈴木邦彦（採譜） | 高田弘     | 3:02  |
| A2.       | 「熱海の夜」       | 荒川利夫 藤木美沙 | 山岡俊弘         | 蘭広昭     | 3:05  |
| A3.       | 「さすらいの町」   | 山口あかり        | 鈴木淳           | 渡辺茂樹   | 3:45  |
| A4.       | 「くちなしの花」   | 水木かおる        | 遠藤実           | 蘭広昭     | 3:28  |
| A5.       | 「大阪の女」       | 橋本淳            | 中村泰士         | 渡辺茂樹   | 3:51  |
| A6.       | 「愛の終着駅」     | 池田充夫          | 野崎真一         | 森岡賢一郎 | 3:38  |
| A7.       | 「星影のワルツ」   | 白鳥園枝          | 遠藤実           | 高田弘     | 3:24  |
| B1.       | 「望郷」           | 橋本淳            | 猪俣公章         | 高田弘     | 3:50  |
| B2.       | 「北の宿から」     | 阿久悠            | 小林亜星         | 高田弘     | 3:54  |
| B3.       | 「花と涙」         | 川内康範          | 宮川泰           | 蘭広昭     | 2:59  |
| B4.       | 「中の島ブルース」 | 斉藤保            | 吉田佐           | 高田弘     | 3:15  |
| B5.       | 「津軽海峡冬景色」 | 阿久悠            | 三木たかし       | 森岡賢一郎 | 3:27  |
| B6.       | 「ララバイ東京」   | 山口あかり        | 平尾昌晃         | 渡辺茂樹   | 4:50  |
| B7.       | 「そっとおやすみ」 | クニ河内          | クニ河内         | 渡辺茂樹   | 4:08  |
| 合計時間: | 合計時間:          | 合計時間:         | 合計時間:        | 合計時間:  | 50:36 |